# Getebro (naturreservat)
Getebro är ett naturreservat i Högsby kommun i Kalmar län.
Området är naturskyddat sedan 1999 och är 243 hektar stort. Reservatet besår av skog, med inslag av bok, och våtmarker i anslutning till Alsterån.